# Monywa
Monywa (burmesiska မုံရွာမြို့, [mòʊɴjwà mjo̰]) är en stad i Sagaingregionen i Myanmar. Folkmängden uppgår till lite mer än 200 000 invånare.